# Gerhard Poppei
Gerhard Poppei (* 21. Januar 1926 in Leipzig) ist ein deutscher Wissenschaftler und Politiker.

## Leben und Beruf
Poppei besuchte die Volks- und Handelsschule, anschließend absolvierte er Praktika im Erzbergbau und bei der Deutschen Reichsbahn. 1943 wurde er in Ostpreußen in den Reichsarbeitsdienst eingezogen, als Soldat war er in der Normandie im Einsatz, bis 1947 saß er in Kriegsgefangenschaft. 1948 übernahm er eine Tätigkeit als Baujunghelfer bei der Deutschen Reichsbahn, ein Jahr später wurde er Erzsucher bei der SAG Wismut. 1951 holte er sein Abitur nach und begann daraufhin sein Studium der Physik an der Universität Leipzig, dieses schloss er 1956 mit dem Diplom ab. Daraufhin wurde er als Assistent an der TH Magdeburg angestellt. 1960 begann er seine Promotion an der Berliner Humboldt-Universität, zwei Jahre später kehrte er als Oberassistent an die TH Magdeburg zurück. 1967 erfolgte seine Habilitation, er übernahm eine Tätigkeit als Dozent. 1970 wurde er zum Professor und Fachgutachter für Bauwerkschäden an der IH Wismar, der heutigen Hochschule Wismar, berufen. Diese Tätigkeit übte er bis zu seiner Pensionierung 1991 aus.
In seiner Studienzeit bis zur Promotion war Poppei auch als Segelfluglehrer tätig. Lange Jahre gehörte er dem Kulturbund der DDR an. Von 1982 bis 1990 war er dessen Kreisvorsitzender.

## Politik
Von 1970 bis 1980 war Poppei als parteiloser Vertreter des Runden Tisches der Stadt Wismar und damit dem Oberbürgermeister beigeordnet. Bei der Landtagswahl 1990 kandidierte er als parteiloser Spitzenkandidat der Grünen für den Landtag, jedoch verpasste die Partei die Fünf-Prozent-Hürde. Zur Wahl 1994 trat er auf der Liste der PDS an und schaffte diesmal den Einzug. Am 15. November 1994 eröffnete er als Alterspräsident die konstituierende Sitzung des Landtags, dem er bis zum Ende der Wahlperiode 1998 angehörte.